# 2012 في ألمانيا
فيما يلي قوائم الأحداث التي وقعت خلال عام 2012 في ألمانيا.

## سياسة

### تعيين في المنصب
- 18 مارس – يواخيم غاوك رئيس ألمانيا.
- 9 مايو – هايكو ماس وزير دولة ‏.
- 31 مايو – كريستيان ليندنر عضو مجلس الشورى الموحد شمال الراين وستفاليا.
- 1 نوفمبر – وينفريد كريتشمان رئيس البوندسرات.

### انتهاء فترة المنصب
- 17 فبراير – كريستيان فولف رئيس ألمانيا.
- 14 مارس – يورغن روتغرز عضو مجلس الشورى الموحد شمال الراين وستفاليا.
- 1 يوليو – كريستيان ليندنر عضو في البوندستاغ الألماني.
- 31 أكتوبر – هورست زيهوفر رئيس البوندسرات.

## رياضة
- 1 يناير – جائزة ألمانيا الكبرى 2012 الفائز فرناندو ألونسو.
- 1 يناير – جائزة ألمانيا الكبرى للدراجات النارية 2012

## أفلام
من الأفلام التي صدرت هذه السنة في ألمانيا:
- 1 يناير – الحب من إخراج مايكل هاينيكي.
- 1 يناير – السماء الحديدية من إخراج Timo Vuorensola [الإنجليزية]‏.
- 1 يناير – حنة آرندت من إخراج مارغريث فون تروتا.
- 1 يناير – دون 2 من إخراج فرحان أختر.
- 1 يناير – ريزدنت إيفل: الجزاء من إخراج بول أندرسون.
- 1 يناير – وجدة من إخراج هيفاء المنصور.
- 1 يناير – يومان في نيويورك من إخراج جولي دلبي.
- 15 مارس – كاديش لأجل صديق من إخراج Leo Khasin  [لغات أخرى]‏.
- 5 سبتمبر – سمكري خياط جندي جاسوس من إخراج توماس ألفريدسون.
- 9 سبتمبر – إيليس من إخراج مالجورزاتا سزوموسكا.
- 19 أكتوبر – حياتان من إخراج جوديث كوفمان، Georg Maas  [لغات أخرى]‏.
- 15 نوفمبر – سحابة الأطلس من إخراج لانا وتشاوسكي [الإنجليزية]‏، توم تيكوير، ليلي وتشاوسكي [الإنجليزية]‏.
- 12 ديسمبر – الفتاة ذات وشم التنين من إخراج ديفيد فينشر.

## برامج ومسلسلات وأنمي
- الحب الممنوع

## وفيات

### يناير
- 2 يناير – إيلزه كليبرجر (مواليد 1921) كاتبة ألمانية.
- 22 يناير – دوريس ماير (مواليد 1957) سياسية ألمانية.
- 24 يناير – كورت أدولف (مواليد 1921)
- 25 يناير – فيرونيكا كارستينز (مواليد 1923)

### مارس
- 12 مارس – فريدهيلم كونيتزكا (مواليد 1938)

### أبريل
- 8 أبريل – جيرد هوبر (مواليد 1921)

### مايو
- 10 مايو – غونثر كوفمان (مواليد 1947) ممثل ألماني.
- 27 مايو – فريدريش هيرتسبروخ (مواليد 1927) رياضياتي ألماني.

### يونيو
- 21 يونيو – اروين هارتمان (مواليد 1924) فيزيائي ألماني.
- 25 يونيو – دوريس شايد (مواليد 1924) ممثلة ألمانية.

### يوليو
- 4 يوليو – جوسيف ماير (مواليد 1936) سياسي ألماني.
- 19 يوليو – هانس نواك (مواليد 1937) لاعب كرة قدم ألماني.
- 21 يوليو – سوزان لوثار (مواليد 1960) ممثلة ألمانية.
- 29 يوليو – هاينز شتاب (مواليد 1926) كيميائي ألماني.
- 31 يوليو – رودولف كريتلين (مواليد 1919) حكم كرة قدم ألماني.

### أغسطس
- 2 أغسطس – بيرند ماير (مواليد 1972) لاعب كرة قدم ألماني.
- 8 أغسطس – فاي أجزنبيرغ سيلوف (مواليد 1926)
- 11 أغسطس – إديث شنايدر (مواليد 1919)
- 25 أغسطس – هيلموت ماير (مواليد 1928) سياسي ألماني.
- 28 أغسطس – ألفريد شميدت (مواليد 1931) فيلسوف ألماني.

### أكتوبر
- 1 أكتوبر – ديرك باش (مواليد 1961) ممثل ألماني.
- 4 أكتوبر – إيرهارد وندرليش (مواليد 1956) لاعب كرة يد ألماني.
- 11 أكتوبر – هيلموت هالر (مواليد 1939) لاعب كرة قدم ألماني.
- 27 أكتوبر – هانز فيرنر هينز (مواليد 1926)

### نوفمبر
- 6 نوفمبر – فرد تساندر (مواليد 1935) سياسي ألماني.
- 29 نوفمبر – كلاوس شوتس (مواليد 1926) سياسي ألماني.

### ديسمبر
- 11 ديسمبر – ألبيرت أوتو إيريشمان (مواليد 1915)
- 19 ديسمبر – بيتر شتروك (مواليد 1943) سياسي ألماني.